# Otto Freitag (Politiker)
Otto Freitag (* 17. Februar 1888 in Hamburg; † Februar 1963 in Dresden) war ein sächsischer Politiker (DVP, Ost-CDU) und Volkskammerabgeordneter.
Freitag besuchte in Hamburg die Vorschule und die Realschule. Er absolvierte ab 1902 eine kaufmännische Lehre und arbeitete als selbstständiger Kaufmann in der Holzwirtschaft, vorwiegend in der holzverarbeitenden Industrie in Hamburg, Niedersedlitz bei Dresden, Nürnberg und Limmersdorf bei Bayreuth. Vor dem Ersten Weltkrieg gehörte er jungliberalen Kreisen an. Im Jahre 1921 trat er der Deutschen Volkspartei bei und war Mitglied des Zentralvorstandes dieser Partei.
Nach dem Zweiten Weltkrieg trat er im Juli 1945, der damals eben erst ins Leben gerufenen CDU in Dresden bei, wurde 1946 als stellvertretender Vorsitzender in den Landesvorstand der CDU Sachsen und bei den Sächsischen Landtagswahlen 1946 in den Sächsischen Landtag gewählt. Am 10. Dezember 1948 wählte ihn der sächsische Landtag als Vertreter des Landes Sachsen in die erweiterte Deutsche Wirtschaftskommission. Seit März 1948 war er Mitglied des Deutschen Volksrates und wurde 1949 Mitglied der Volkskammer (bis 1954). Ab November 1949 war er Mitglied des Ständigen Ausschusses für Wirtschafts- und Finanzfragen der Volkskammer. Nach der Entmachtung Hugo Hickmanns wurde er am 29. Januar 1950 kommissarischer Landesvorsitzender der CDU Sachsen und am 15. Februar 1950 auch dessen Nachfolger als Fraktionsvorsitzender der CDU im Landtag. Am 6. März 1950 erfolgte seine Wahl zum Vizepräsidenten des sächsischen Landtages. Im Juni 1950 wurde er von Josef Rambo im Amt des Landesvorsitzenden abgelöst und wieder stellvertretender Parteivorsitzender.
Bei der sächsischen Landtags"wahl" 1950 wurde er erneut in den Sächsischen Landtag entsandt, in dem er noch einmal Fraktionsvorsitzender der zur Blockpartei gleichgeschalteten CDU wurde. Freitag gehörte dem Landtag bis zur Auflösung der Länder im Sommer 1952 an und war danach Abgeordneter des Bezirkstages Dresden. Gleichzeitig war er von 1952 bis zu seinem Tod Mitglied des CDU-Bezirksvorstandes. Freitag, der bis 1956 Mitglied des Hauptvorstandes der CDU war, wurde im Juni 1953 „in Anbetracht seiner langjährigen Verdienste um die Arbeit der Partei“ vom Hauptvorstand der CDU als Mitglied des Politischen Ausschusses der Partei bestätigt.
Freitag starb kurz vor Vollendung seines 75. Lebensjahres und wurde auf dem Dresdner Johannisfriedhof beerdigt.

## Auszeichnungen
- Ehrennadel der Nationalen Front
- 1957 Ehrennadel der CDU
- 1959 Vaterländischer Verdienstorden in Bronze
- 1962 Otto-Nuschke-Ehrenzeichen in Gold